# Mikalaj Javhenavics Szihnevics
Mikalaj Javhenavics Szihnevics (belaruszul: Мікалай Яўгенавіч Сігневіч; Breszt, 1992. február 20. –) fehérorosz válogatott labdarúgó, csatár, az Atirau játékosa.

## Pályafutása

### Klubcsapatokban

#### Ferencváros
2018. december 21-én a Ferencváros csapatához igazolt. 2019. március 2-án duplázott a Diósgyőr elleni bajnoki mérkőzésen, amelyet csapatával 7–0-ra megnyert. Teljesítménye után a forduló legjobb játékosának választották, illetve neki lett a legjobb teljesítménymutatója az egész idényben az InStat statisztikai elemzőrendszer alapján. 2020. június 16-án bajnok lett a Ferencvárossal, miután a 30. fordulóban legyőzték a Budapest Honvédot a Hidegkuti Nándor Stadionban. 2020 szeptemberében távozott a csapattól.

#### Himki
2020. szeptember 8-án aláírt az Orosz Premjer-Ligában szereplő Himki csapatához.

#### BATE Bariszav
2020. szeptember 28-án visszatért a BATE Bariszavhoz.

### A válogatottban
2014 szeptemberében kapott először meghívót a fehérorosz válogatottba. 2014. november 15-én debütált a Spanyolország elleni Eb-selejtezőn, csereként Szjarhej Karnyilenka-t váltotta a 68. percben. Első és egyetlen gólját a válogatottban a Mexikó elleni barátságos mérkőzésen szerezte, amelyet Fehéroroszország nyert 3–2-re.

#### Góljai a fehérorosz válogatottban
| #  | Dátum              | Ellenfél | Eredmény | Kiírás              | Esemény     |
| -- | ------------------ | -------- | -------- | ------------------- | ----------- |
| 1. | 2014. november 18. | Mexikó   | 3 – 2    | barátságos mérkőzés | 35' 56' 58' |

## Sikerei, díjai
BATE Bariszav
- bajnok (5): 2014, 2015, 2016, 2017, 2018
- kupagyőztes (1): 2014–15, 2020–21
- szuperkupa-győztes (1): 2014

 Ferencvárosi TC
- bajnok (2): 2018–2019,[13] 2019–2020[14]